# Milette Gaifman
Milette Gaifman (geboren 1971) ist eine israelische Kunsthistorikerin und Professorin für archaische und klassische griechische Kunst an der Yale University.

## Leben
Gaifman erhielt 1997 ihren B.A. (Bachelor of Arts) an der Hebrew University of Jerusalem und 2005 den Ph.D. an der Princeton University. Bevor sie im September 2005 nach Yale kam, war sie von 2004 bis 2005 Hanadiv Fellow and Lecturer in Classical Art and Archaeology am Corpus Christi College (Oxford). Von 2008 bis 2009 war sie als Gastprofessorin am Corpus Christi College. Am Department of History of Art der Yale University war sie von 2009 bis 2011 Director of Undergraduate Studies und von 2013 bis 2015 Director of Graduate Studies. 2015 war sie Gastprofessorin an der Universität Paris.
Ihre Forschungsschwerpunkte sind die Interaktion von visual culture und Religion. Weiter befasst sie sich mit der Formenvielfalt der antiken Kunst, interaktiven Merkmalen verschiedener künstlerischer Medien, und der Rezeption der griechischen Kunst in späteren Perioden.
Gaifman ist seit 2019 zusammen mit Lillian Lan-ying Tseng Herausgeberin von The Art Bulletin.

## Werke (Auswahl)

### Monographien
- The Art of Libation in Classical Athens, (New Haven: Yale University Press, 2018).
- Aniconism in Greek Antiquity, (Oxford: Oxford University Press, 2012).

### Herausgeberin
- mit Mikael Aktor: Exploring Aniconism, thematic issue of Religion 47, 2017.
- mit Verity Platt und Michael Squire: The Embodied Object in Classical Antiquity, special issue of Art History, 2018

## Auszeichnungen
- 2013 Gaddis Smith International Book Prize[5]
- 2009 Samuel and Ronnie Heyman Prize for Outstanding Scholarly Publication[6]
- 2007 Jane Faggen Dissertation Prize